# Araneus repetecus
Araneus repetecus este o specie de păianjeni din genul Araneus, familia Araneidae, descrisă de Bakhvalov, 1978.
Este endemică în Turkmenistan. Conform Catalogue of Life specia Araneus repetecus nu are subspecii cunoscute.